# Peponocranium orbiculatum
Peponocranium orbiculatum är en spindelart som först beskrevs av O. Pickard-Cambridge 1882.  Peponocranium orbiculatum ingår i släktet Peponocranium och familjen täckvävarspindlar. Inga underarter finns listade i Catalogue of Life.